# Прибељци
Прибељци су насељено мјесто у општини Шипово, Република Српска, БиХ. Према попису становништва из 1991. у насељу је живјело 617 становника.

## Географија
Налази се на Јањској висоравни.

## Култура
У насељу се налази храм Српске православне цркве посвећен Светом Василију Острошком чудотворцу. Црква је освештана 12. маја 2011.

## Становништво
| Националност       | 1991. | 1981. | 1971. | 1961. |
| Срби               | 616   | 750   |       |       |
| Југословени        | 1     |       |       |       |
| Црногорци          |       | 3     |       |       |
| остали и непознато | 1     | 1     |       |       |
| Укупно             | 617   | 754   | '     | '     |

| Демографија | Демографија | Демографија |
| Година      | Становника  | Становника  |
| ----------- | ----------- | ----------- |
| 1961.       | 1.240       |             |
| 1971.       | 941         |             |
| 1981.       | 754         |             |
| 1991.       | 617         |             |

### Презимена
Најчешћа презимена у Прибељцима су:
- Антић, Срби
- Аџајип, Срби
- Гавранић, Срби
- Наић, Срби
- Јандрић, Срби
- Квргић, Срби
- Лончар, Срби
- Малиновић, Срби
- Михајиловић, Срби
- Плавшић, Срби
- Радуљица, Срби
- Ћато, Срби
- Савковић, Срби
- Тешић, Срби
- Илић, Срби

## Познате личности
- Магдалина Савковић, игуманија.[4]
- Милан С. Илић, народни херој Југославије
- Максим Јандрић (Прибељци, 1920 — Славонски Брод, 1972), један од покретача устанка против усташа 1941. и потпуковник ЈНА[3]